# Liste der Naturdenkmale in Hude
Die Liste der Naturdenkmale in Hude enthält die Naturdenkmale in Hude im Landkreis Oldenburg in Niedersachsen.
Am 31. Dezember 2016 gab es nach der Statistik des Niedersächsischen Landesbetrieb für Wasserwirtschaft, Küsten- und Naturschutz im Landkreis Oldenburg insgesamt 346 Naturdenkmale im Zuständigkeitsbereich der Unteren Naturschutzbehörde.
Die vom Landkreis Oldenburg veröffentlichten Listen nennen insgesamt 354 Naturdenkmale. Von diesen liegen 32 im Gebiet der Gemeinde Hude.

## Naturdenkmale
| Bild            | Bezeichnung                                  | Ort, Lage                        | Beschreibung | Schutzzweck | Nummer |
| --------------- | -------------------------------------------- | -------------------------------- | --- | ----------- | ------ |
| Fotos hochladen | Teichfläche Gellener Hörne                   | (53° 9′ 33,7″ N, 8° 20′ 7,7″ O)  | Feuchtgebiet mit offenen Wasserflächen und Sumpfzonen, Grünland. Fläche 49500 m² |             | ND 602 |
| Fotos hochladen | Feuchtfläche „In den Schlengen“              | (53° 9′ 5,3″ N, 8° 18′ 49,1″ O)  | Erlenbruchwald, südlich anschließend Feuchtflächen mit Schilfröhricht und Hochstaudenflur sowie Teichanlagen Verlandungszonen. Fläche 36400 m² |             | ND 603 |
| BW              | Brake bei der „Blankenburger Mark“           | (53° 8′ 3,1″ N, 8° 20′ 6,3″ O)   | Im Herbst 1983 aufgereinigte Brake umgeben von Erlenbruchwald, teils Buchenwald, entstanden beim Bau des Brookdeiches. Fläche 4500 m² |             | ND 604 |
| BW              | Brake Achterndiek                            | (53° 7′ 38″ N, 8° 20′ 34,8″ O)   | Eingewachsene Wasserfläche, Froschbiß- und Seerosenvorkommen, entstanden beim Bau des Brookdeiches. Fläche 6200 m² |             | ND 605 |
| BW              | Moorfläche beim Hemmelsbäker Kanal           | (53° 6′ 50,6″ N, 8° 18′ 50,5″ O) | Kleine, entwässerte Hochmoorfläche mit lichtem Birken- und Kiefernwald bewachsen, einige Fichten, in der Krautschicht einige Hochmoorpflanzenarten. Fläche 21400 m² |             | ND 606 |
| BW              | Eichen auf einem Wall bei Leckerhörne        | (53° 7′ 25,7″ N, 8° 26′ 28,8″ O) | 5 Stieleichen auf einer Länge von 47 m, Höhe 16–19 m, Stammumfang 2,20–2,85 m, Alter ca. 150–250 Jahre. Fläche 750 m² |             | ND 607 |
| BW              | Eichenallee auf der Grabstätte von Witzleben | (53° 7′ 6,4″ N, 8° 26′ 55″ O)    | Länge ca. 55 m, Ostseite doppelreihig, Höhe 14–18 m, Stammumfang 1,50–3,85 m, Kronendurchmesser 14–20 m, Alter ca. 150–250 Jahre. Fläche 1450 m² |             | ND 608 |
| BW              | Stieleiche an der Kirchstraße                | (53° 7′ 5,3″ N, 8° 27′ 0,1″ O)   | Eichentorso am Rande des Klosterbezirks, Stammumfang 4,25 m, Alter ca. 450 Jahre. Fläche 200 m². Gefällt am 14. Mai 2024. |             | ND 609 |
| BW              | 3 Eichen beim Ziegelhof                      | (53° 7′ 1″ N, 8° 26′ 48,9″ O)    | 3 freistehende Stieleichen auf dem ehemaligen Ziegelhofgelände des Klosterbezirks, Höhe 17, 22 und 25 m, Stammumfang 3,90 m, 4,45 m und 5,20 m, Alter ca. 300, 400 und 500 Jahre. Fläche 830 m² |             | ND 610 |
| BW              | Lindenreihe am Huder Bach                    | (53° 7′ 2,5″ N, 8° 26′ 52,8″ O)  | ca. 100 m lange Lindenreihe, Höhe 20 m, Stammumfang 2,0–3,0 m. Alter ca. 150 Jahre. Fläche 2000 m² |             | ND 611 |
| BW              | Klosterpark Hude                             | (53° 6′ 55″ N, 8° 26′ 56,4″ O)   | Feuchtflächen, in den Randbereichen alter Baumbestand. Fläche 35450 m² |             | ND 612 |
| BW              | Findling im Reiherholz                       | (53° 6′ 50,9″ N, 8° 24′ 21,1″ O) | Granitfindling, Grundfläche 2,80 × 1,60 m, Höhe 1,60 m. Fläche 4 m² |             | ND 613 |
| BW              | Stieleiche Königsstraße                      | (53° 6′ 45,9″ N, 8° 27′ 27,4″ O) | Ortsbildprägende Eiche, Höhe 18 m, Stammumfang 3,70 m, Kronendurchmesser ca. 20 m, Alter ca. 200 Jahre. Fläche 310 m² |             | ND 615 |
| BW              | 5 Stieleichen in Hude                        | (53° 6′ 42,2″ N, 8° 27′ 34,9″ O) | 5 nahe beieinander stehende, ortsbildprägende Eichen, Höhe 18–22 m, Stammumfang 2,10–4,47 m, Kronendurchmesser ca. 22–24 m, Alter ca. 180–300 Jahre. Fläche 800 m² |             | ND 616 |
| BW              | Parkbäume „Auf der Nordheide“                | (53° 6′ 36,4″ N, 8° 27′ 46,4″ O) | Baumbestand aus 22 Stieleichen und 1 Rotbuche, 3 Stieleichen und 1 Rotbuche direkt an der Straße, Höhe 20 m, Stammumfang 1,00–3,90 m, Kronendurchmesser 12–20 m, Alter ca. 50–300 Jahre. Fläche 1300 m² |             | ND 617 |
| Fotos hochladen | Stieleiche am Stöverskamp                    | (53° 6′ 31,3″ N, 8° 27′ 52,1″ O) | Ortsbildprägende Eiche mit gleichmäßig ausgebildeter Krone, Höhe 20 m, Stammumfang 3,60 m, Kronendurchmesser ca. 22 m, Alter ca. 200 Jahre. Fläche 380 m² |             | ND 618 |
| Fotos hochladen | Zwillingsbuche am Pastorenkamp               | (53° 6′ 20,2″ N, 8° 27′ 6,5″ O)  | Verbliebener Stamm der früheren Zwillingsbuche, Höhe 25 m, Stammumfang 4,75 m, Kronendurchmesser ca. 20 m, Alter ca. 350 Jahre. Fläche 380 m² |             | ND 619 |
| BW              | 2 Eichen „Am Goldberg“                       | (53° 6′ 22,6″ N, 8° 27′ 26,1″ O) | Verbliebener Stamm der früheren Zwillingsbuche, Höhe 25 m, Stammumfang 4,75 m, Kronendurchmesser ca. 20 m, Alter ca. 350 Jahre. Fläche 545 m² |             | ND 620 |
| BW              | Moorflächen beim Heidkamp                    | (53° 6′ 6,6″ N, 8° 24′ 41,3″ O)  | Entwässerte Moorfläche, heute offene Pfeifengrasfläche mit lockerem Birkenbewuchs. Fläche 14000 m² |             | ND 621 |
| Fotos hochladen | Friedenseiche Langenberg                     | (53° 5′ 38,8″ N, 8° 29′ 35,9″ O) | 1871 gepflanzt, Höhe 16 m, Stammumfang 2,60 m, Kronendurchmesser ca. 17 m. Fläche 200 m² |             | ND 622 |
| BW              | 3 Stieleichen Nordenholzer Straße            | (53° 5′ 16,9″ N, 8° 29′ 11,7″ O) | 3 Stieleichen auf einer Wallhecke, die Eiche an der Hofzufahrt nur noch ein Torso, Höhe 17, 18 und 18 m, Stammumfang 4,65, 4,20 und 4,20 m, Kronendurchmesser 20, 21 und 12 m, Alter ca. 200 Jahre. Fläche 760 m² |             | ND 623 |
| BW              | Findling im Hasbruch                         | (53° 4′ 49,4″ N, 8° 29′ 47″ O)   | Granitfindling mit Grundfläche von 2,50 × 1,50 m, die genaue Größe unbekannt, da ein Teil des Findlings im Boden ist. Fläche 4 m² |             | ND 624 |
| Fotos hochladen | Brake an der Holler Landstraße               | (53° 7′ 50,2″ N, 8° 20′ 12,8″ O) | Kleine natürliche Brake, hinter der historischen Flügeldeichanlage „Brookdeich“ entstanden. Im Gewässer Schwimmblattdecke mit Gelber Teichrose und Weißer Seerose, am Ufer Röhricht, teils auch Weidengebüsch und kleiner Erlenbestand. Fläche 2800 m² |             | ND 626 |
| BW              | Teich an der Holler Landstraße               | (53° 7′ 45,6″ N, 8° 17′ 45,1″ O) | Weiher. Länge ca. 60 m. Breite bis 30 m. Gut ausgeprägte Verlandungszone. Vorkommen gefährdeter Pflanzenarten. Fläche 17639 m² |             | ND 627 |
| Fotos hochladen | Findling in Nordenholz                       | (53° 5′ 25,2″ N, 8° 29′ 43,7″ O) | 18 t schwerer Granitfindling. 2,30 m breit, 1,80 m hoch, 3,50 m lang. Auf einer Wegeinsel ca. 200 m vom natürlichen Fundort entfernt. Fläche 6 m² |             | ND 628 |
| BW              | Sandtrockenrasen südlich Ladillen            | (53° 5′ 58,3″ N, 8° 28′ 52,7″ O) | Besonders gut ausgeprägtes Mosaik unterschiedlicher Entwicklungsstadien aus Sandheide, Sandtrockenrasen und Birken-, Kiefern-, Pionierwald. Vorkommen gefährdeter Pflanzen- und Tierarten. Fläche 22927 m² |             | ND 629 |
| BW              | Altes Sieltief Gellener Hörne                | (53° 9′ 43,3″ N, 8° 21′ 3,6″ O)  | Teil der alten Hunteschleife mit besonders gut ausgeprägter Schwimmblatt- und Röhrichtzone. Vorkommen gefährdeter Pflanzenarten. Fläche 33230 m² |             | ND 630 |
| BW              | 2 Eichen an der Linteler Straße              | (53° 7′ 18,1″ N, 8° 26′ 6,6″ O)  | 2 landschaftsbildprägende Eichen, die eine besonders mächtig mit Stammumfang 3,80 m. Die zweite mit Stammumfang 2,80 m. Höhe 15 m. Kronendurchmesser beider Bäume 27 m. Fläche 570 m² |             | ND 631 |
| BW              | Der Fang                                     | (53° 4′ 46″ N, 8° 23′ 26,6″ O)   | Kleiner, naturnaher, struktur- und totholzreicher Laubwald in bewegtem Gelände. Überwiegend Eichen-Hainbuchenwald mit üppiger Krautschicht, örtlich gut entwickelte Strauchschicht aus Stechpalme. Im südlichen Teil mäandrierendes Quellrinnsal mit morastigen Erlen-Eschen-Auwald. Bruchwaldartig. An den Gebietsrändern Wallhecke mit Buche, Eiche und Hainbuche. Fläche 40666 m² |             | ND 633 |
| BW              | Findling am Sandfang                         | (53° 5′ 43,1″ N, 8° 27′ 9,4″ O)  | Großer Findling von mindestens 3,20 m Länge am natürlichen Fundort in der Böschung eines alten Bachbettes. Fläche 10 m² |             | ND 634 |
| Fotos hochladen | Quelle in Raseneisenerztrichter              | (53° 6′ 27,9″ N, 8° 23′ 23,6″ O) | Von Raseneisenerzablagerungen umgebene, vor allem im Winterhalbjahr schüttende Quelle. Quellbecken 3–5 m Durchmesser. Fläche 100 m² |             | ND 635 |
| Fotos hochladen | Artesischer Brunnen Kirchkimmen              | (53° 3′ 54,4″ N, 8° 26′ 9,6″ O)  | Im Rahmen einer Brunnenbohrung durch Entlastung von hydrostatischem Druck entstandener Wasseraustritt, in Stein gefasst. Fläche 10 m² |             | ND 636 |

## Sonstiges

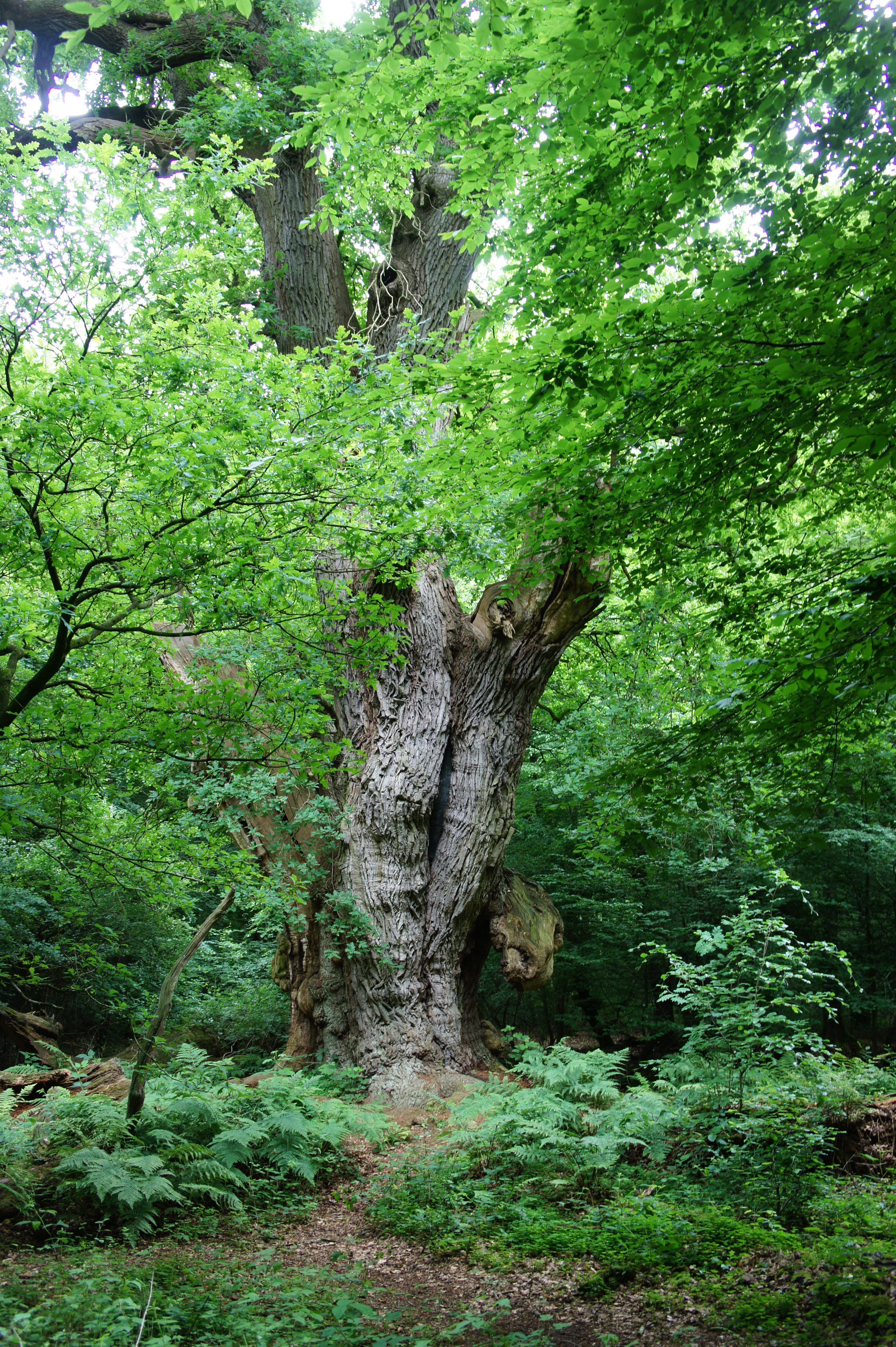
Friederikeneiche

⊙ Die Friederikeneiche im Hasbruch bei Hude gilt als Naturdenkmal. Sie ist auf den Listen der Naturdenkmale des Landkreises Oldenburg nicht verzeichnet, da sie sich in einem Naturschutzgebiet befindet.